# Evangelische Kirche Grevenbrück

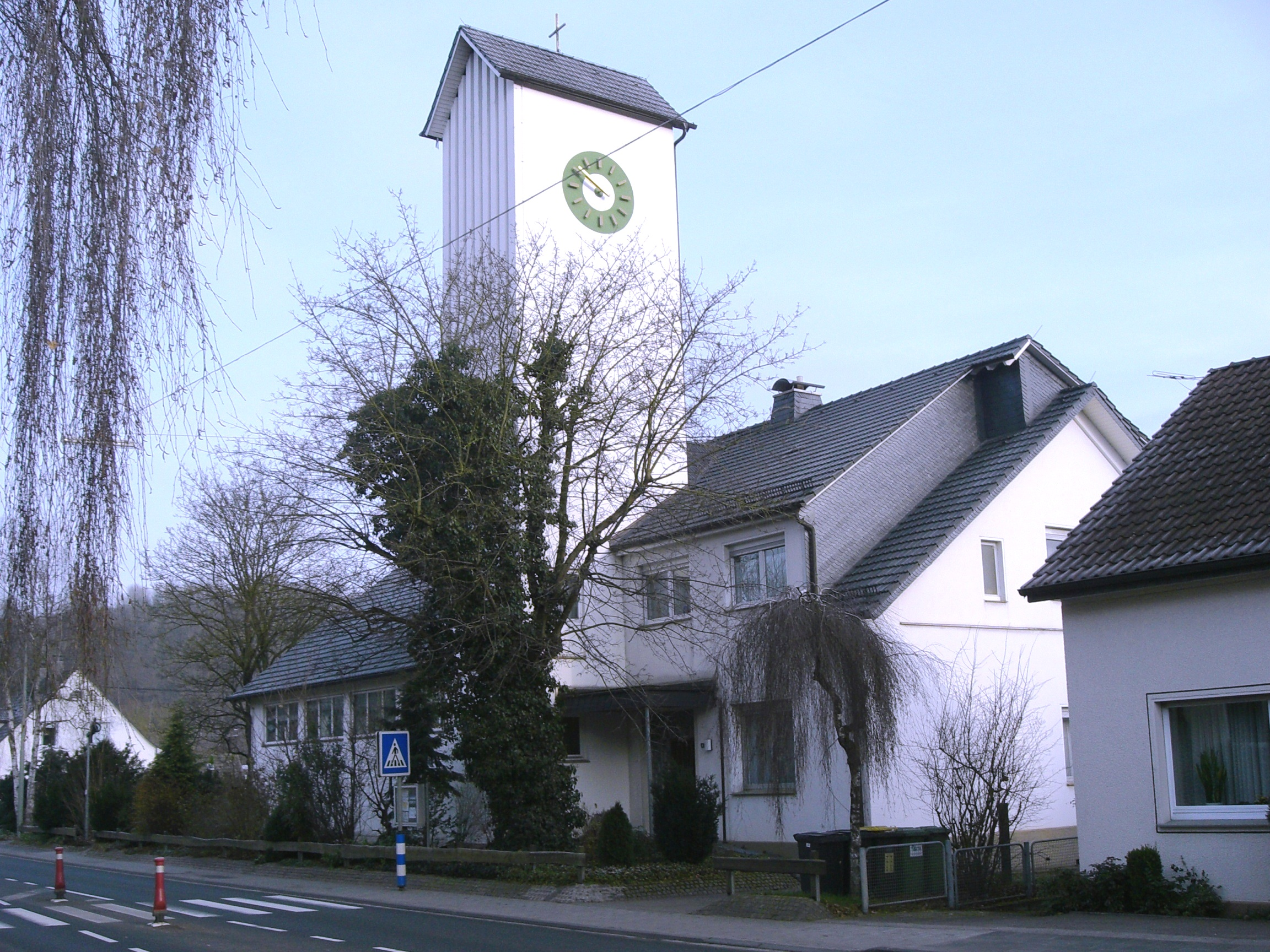
Evangelische Kirche in Grevenbrück

Die Evangelische Kirche Grevenbrück ist ein Kirchengebäude in Grevenbrück, einem Stadtteil von Lennestadt im nordrhein-westfälischen Kreis Olpe. Die bis Ende 2019 selbständige Kirchengemeinde, die neben Grevenbrück auch die Lennestädter Stadtteile Kirchveischede, Bilstein, Theten, Elspe, Oberelspe, Oedingen und die Attendorner Stadtteile Dünschede und Sankt Claas umfasst, bildet seit Januar 2020 einen Bezirk der Kirchengemeinde Attendorn-Lennestadt im Kirchenkreis Lüdenscheid-Plettenberg der Evangelischen Kirche von Westfalen.
Mit dem Bau der Ruhr-Sieg-Bahn kamen auch evangelische Eisenbahner- und Unternehmerfamilien aus dem Siegerland und aus Hessen in den östlichen Teil des Kreises Olpe. 1895 erbaute man in Grevenbrück nach Plänen des Bielefelder Architekten Friedrich Graeber eine evangelische Kapelle mit Schulhaus. 1927 wurde die evangelische Kirchengemeinde selbständig. Auch nach dem Ende des Zweiten Weltkrieges fanden zahlreiche evangelische Familien hier eine neue Heimat. Diese Entwicklung führte schließlich dazu, dass in Grevenbrück im Jahre 1965 eine neue evangelische Kirche errichtet wurde. Der schlicht gehaltene Innenraum bietet 150 Gläubigen Platz. Im Jahr 1988 wurde eine neue 27 Register umfassende Orgel installiert. Im Kirchturm befinden sich drei Glocken, die Glockenschläge der Turmuhr künden den Bewohnern die Stunden.
Eine bebilderte Dokumentation und Beschreibung der Kirchenfenster, des Grundrisses und der Innenansicht der Kirche befinden sich auf der Internetseite der Forschungsstelle Glasmalerei des 20. Jahrhunderts e.V.

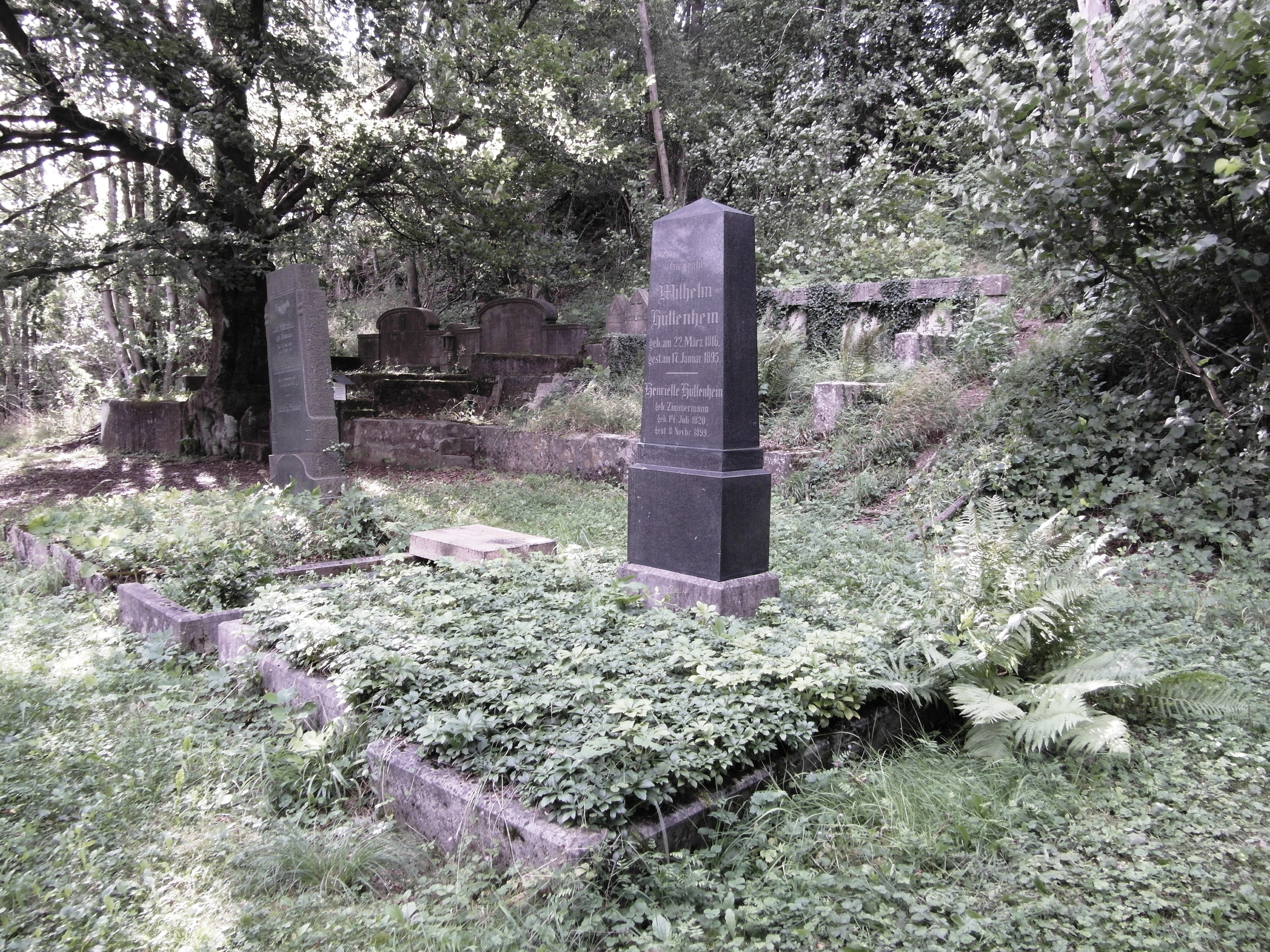
Alter evangelischer Friedhof „Auf der Hardt“

Der unter Denkmalschutz gestellte Friedhof „Auf der Hardt“ wurde im Jahr 1880 als privater Friedhof der Familie Hüttenhein angelegt. Später ging er in den Besitz der evangelischen Kirchengemeinde über und wurde am 31. Oktober 1920 als Friedhof der Gemeinde eingeweiht. Hier fanden bis 1962 alle Verstorbenen der ev. Kirchengemeinde Grevenbrück ihre letzte Ruhestätte. Nähere Einzelheiten enthält die bebilderte Dokumentation der Stadt Lennestadt zur Eintragung des Friedhofs in die Denkmalliste.